# Geoffrey Unsworth
Geoffrey Gilyard Unsworth (Atherton, Reino Unido, 26 de maio de 1914 — Paris, 28 de outubro de 1978) foi um cinegrafista britânico que trabalhou em quase 90 longa-metragens que se estende por mais de 40 anos.

## Prêmios
Ele ganhou dois Oscar de Melhor Fotografia em 1973 por Cabaret em 1981. Ganhou também (5 BAFTA, British Academy of Film and Television Arts) para a melhor fotógrafo, em 1965 para Becket, em 1968.